# Cylindrophyllum
Cylindrophyllum es un género con siete especies de plantas con flores perteneciente a la familia Aizoaceae.

## Taxonomía
Cylindrophyllum fue descrito por el arqueólogo, historiador y botánico alemán; Martin Heinrich Gustav Schwantes, y publicado en Z. Sukkulentenk. 3: 15, 28 (1927). La especie tipo es: Cylindrophyllum calamiforme (L.) Schwantes (Mesembryanthemum calamiforme L.) ; Lectotypus [Schwantes, in Z. Sukkulentenk. 3: 106 (1927)]

## Especies
- Cylindrophyllum calamiforme Schwantes
- Cylindrophyllum comptonii L.Bolus
- Cylindrophyllum dichroum Schwantes
- Cylindrophyllum dyeri L.Bolus
- Cylindrophyllum hallii L.Bolus
- Cylindrophyllum obsubulatum Schwantes
- Cylindrophyllum tugwelliae L.Bolus